# Eucyclops spatharum
Eucyclops spatharum – gatunek widłonoga z rodziny Cyclopidae, nazwa naukowa gatunku została po raz pierwszy opublikowana w 1942 roku przez brytyjskiego biologa Johna Philipa Hardinga.